# バクホー油田
バクホー油田（バクホーゆでん、Mỏ Bạch Hổ/白虎油田：White Tiger Oil Field）とは、ベトナム・ホーチミン市南東方沖合に位置する海底油田。
近代的な油田としてはベトナム最初のものであり、2006年現在も同国最大の油田として稼働を続けている。

## 概要
花崗岩の破面で構成されている九龍海盆に位置している。同海盆は漸新世から中新世の初期にかけて形成されたリフト地区であり、ジュラ紀から白亜紀にかけて花崗閃緑岩中に花崗岩の岩脈が見られる。破面は地塁として現れ、周辺を漸新世に形成された湖の頁岩からなる根源岩に囲まれている
。

## 歴史
- 1970年頃 - エクソンモービル社が油田探索を開始。
- 1975年 - モービル社が油田を発見するも、同年、南ベトナム政府が崩壊し利権が宙に浮く。
- 1986年 - ベトナムとソビエト連邦の合弁企業のもとで生産開始。
- 1990年代 - 生産量の多くが対日輸出される。

## その他
- 累計生産量が推定埋蔵量（約2億バレル）を上回っている。2005年より生産量の減退が伝えられており、てこ入れが急務とされている。
- 2003年には、京都メカニズムを視野に入れた日本の三菱重工、関西電力、丸紅らによる石油増進回収プロジェクトなどが試みられている。これは、火力発電所で発生した二酸化炭素を油井に注入し、生産量を増加させ二酸化炭素の地中固定を図る試みである。
- 平沢進の楽曲「白虎野」およびそのリメイクである「白虎野の娘」（アニメ映画『パプリカ』のエンディングテーマ）のタイトルは、本油田名をもじったものである。